# Ühtri
Koordinaten: 58° 49′ N, 22° 38′ O
Ühtri (deutsch Jüttri) ist ein Dorf (estnisch küla) in der Landgemeinde Hiiumaa (bis 2017: Landgemeinde Käina). Es liegt auf der zweitgrößten estnischen Insel Hiiumaa (deutsch Dagö).

## Beschreibung und Geschichte
Ühtri hat heute 24 Einwohner (Stand 31. Dezember 2011). Das Dorf liegt 21 Kilometer von der Inselhauptstadt Kärdla (Kertel) entfernt.
Berühmtester Sohn des Ortes ist der avantgardistische estnische Künstler Ülo Sooster (1924–1970), der auf dem zu Ühtri gehörenden Bauernhof Pendi talu geboren wurde. Am Ort des nicht mehr existierenden Gehöfts ist ein kleines Denkmal zu sehen. Es trägt den Titel Kivikadakas („Steinwacholder“). Der Wacholder seiner Inselheimat war eines der beliebtesten Objekt des Künstlers.